# Maquizcoatl
Un maquizcoatl (mot nahuatl signifiant « serpent bracelet ») est un animal mythique évoqué dans certaines sources anciennes sur la Mésoamérique, et décrit comme un serpent à deux têtes ; on appelait ainsi les affabulateurs, les menteurs, en raison de leurs doubles discours.
Selon Jacqueline de Durand-Forest, il peut être associé au joug utilisé lors de certains sacrifices humains pour maintenir la tête du sacrifié. Il s'agissait d'une pièce de bois courbe, à chaque bout de laquelle était sculptée une tête de serpent.